# بلقاء رملية
بلقاء رملية (الاسم العلمي:Melaleuca psammophila) هو نوع من النباتات يتبع جنس البلقاء من فصيلة الآسية.